# Pingwin grubodzioby
Pingwin grubodzioby, skocz grubodzioby (Eudyptes pachyrhynchus) – gatunek dużego ptaka z rodziny pingwinów (Spheniscidae), występującego na wyspach Nowej Zelandii.

## Systematyka
Jest to gatunek monotypowy. Dawniej za jego podgatunek czasami uznawany był Eudyptes robustus (pingwin grzebieniasty).

## Morfologia
- długość ciała: 55–71 cm[8]
- masa ciała: 2,1–5,1 kg[8]

Ma jaskrawo ubarwiony dziób i brew. Wierzch ciała i głowa błyszcząco czarne, na policzkach widoczne drobne białe kreski, spód biały. Pod spodem skrzydła białe, czarne obrzeżenie. Dziób czerwony; tęczówki czarne. Długa, szeroka brew z żółtych, nitkowanych piór przechodząca w czubek.

## Występowanie
Pingwin grubodzioby buduje gniazda w zachodniej i południowo-zachodniej części Wyspy Południowej, na Wyspie Stewart i kilku okolicznych wysepkach. Przybrzeżne lasy, jaskinie oraz skalne nawisy; po sezonie lęgowym przemieszcza się na południe od Australii.

## Status
Międzynarodowa Unia Ochrony Przyrody (IUCN) od 2020 roku uznaje pingwina grubodziobego za gatunek bliski zagrożenia (NT – Near Threatened). Wcześniej klasyfikowała go jako gatunek narażony na wyginięcie (VU – Vulnerable).